# Sansevieria pinguicula
Dracaena pinguicula (Sansevieria pinguicula) es una especie de Dracaena (Sansevieria)  perteneciente a la familia de las asparagáceas, originaria de  África.

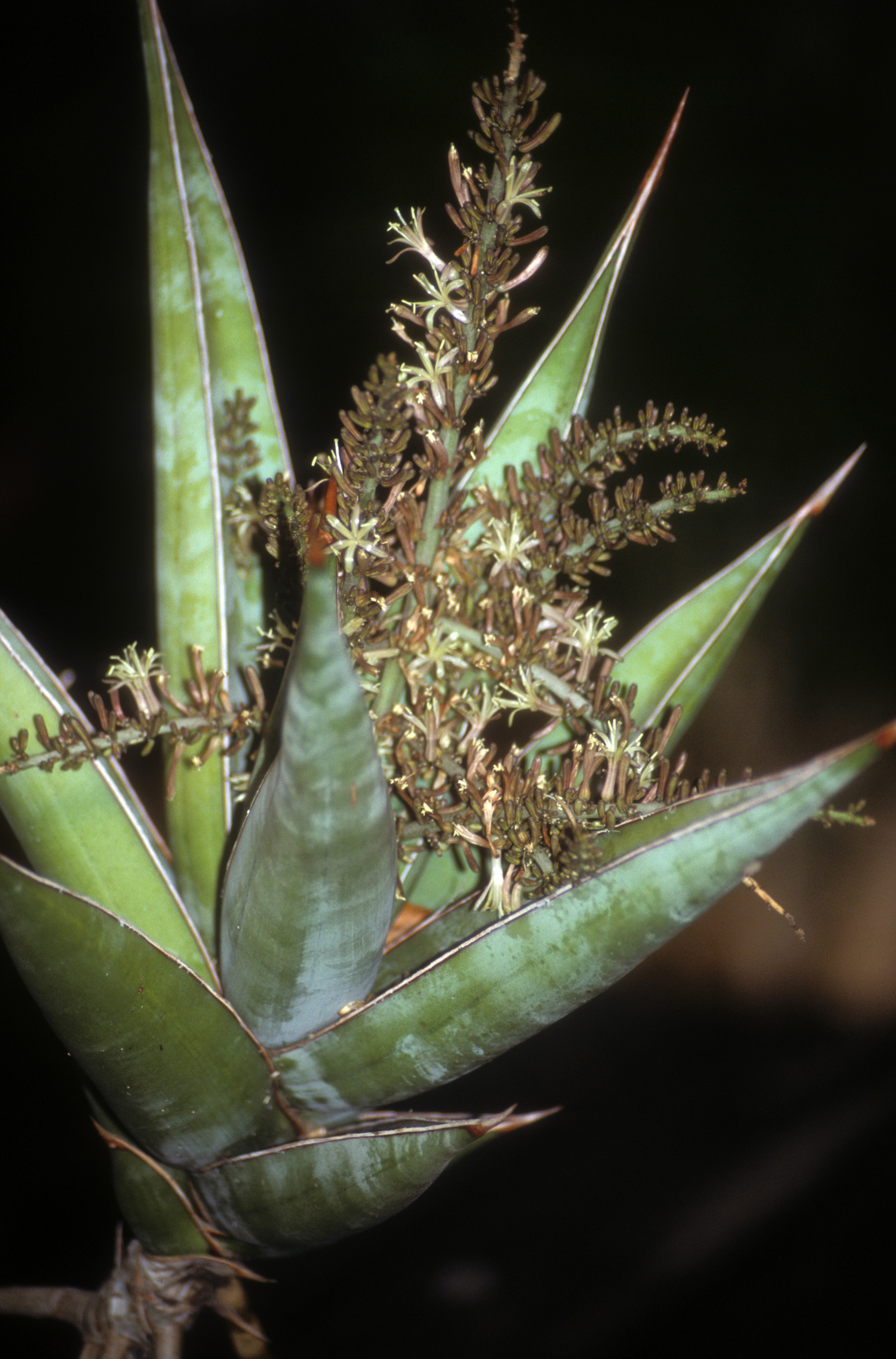
Inflorescencias.

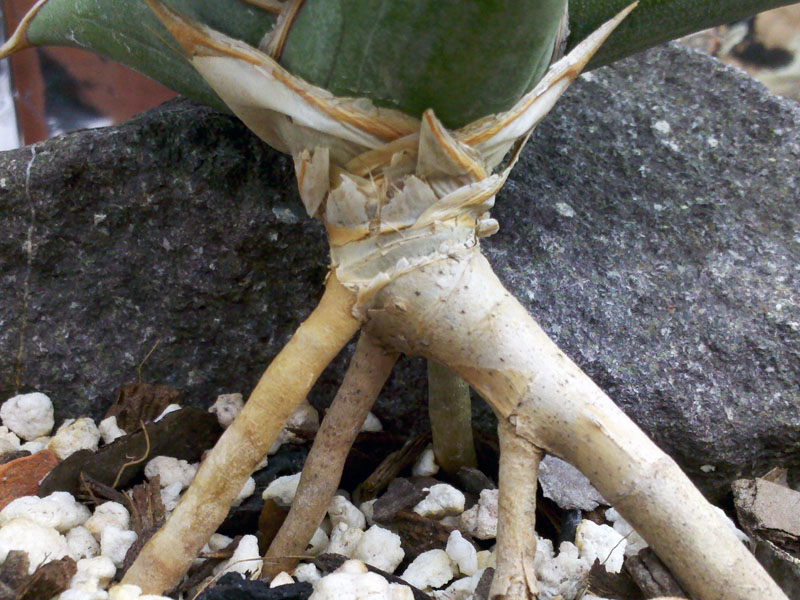
Raíces expuestas

## Descripción
Es una planta herbácea geófita erecta con tallo corto que alcanza un tamaño de 30 cm de alto. las hojas en número de 5-7, con la sección transversal de medio punto, de 12-30 cm de largo, 2.8-3.5 cm de ancho, carnosa, de manera uniforme de color verde, el lado que da hacia el interior cóncavo-angular con bordes, el lado externo convexo, estrechándose hacia el ápice, la superficie superior profundamente canalizada, los márgenes de color marrón,  con 2-7, más o menos definidas, ranuras longitudinales, redondeadas. La inflorescencia en forma de panícula subterminal erecta de 15-32 cm de largo, ramificada en la mitad superior, con 4-6 flores por racimo. El fruto es una baya globosa.

## Distribución
Se distribuye por el noroeste de Kenia.

## Taxonomía
Sansevieria pinguicula fue descrita por Peter René Oscar Bally y publicado en Candollea 19: 145, en el año 1964.
Etimología
Sansevieria nombre genérico que debería ser "Sanseverinia" puesto que su descubridor, Vincenzo Petanga, de Nápoles, pretendía dárselo en conmemoración a Pietro Antonio Sanseverino, duque de Chiaromonte y fundador de un jardín de plantas exóticas en el sur de Italia. Sin embargo, el botánico sueco Thunberg que fue quien lo describió, lo denominó Sansevieria, en honor del militar, inventor y erudito napolitano Raimondo di Sangro (1710-1771), séptimo príncipe de Sansevero.
pinguicula: epíteto latino que significa "gruesa".